# Bruce Kidd
Bruce Kidd, född 26 juli 1943, är en friidrottare från Kanada. Han deltog vid olympiska sommarspelen 1964.